# Division Nationale 1959-1960
La Division Nationale 1959-1960 è stata la 43ª edizione del massimo campionato lussemburghese di calcio. La stagione è iniziata il 23 agosto 1959 ed è terminata il 15 maggio 1960. La squadra vincitrice è stata lo Jeunesse Esch , aggiudicandosi il titolo per la settima volta.

## Stagione

### Novità
Sono state retrocesse in Éirepromotioun lo Jeunesse Wasserbillig e il Chiers Rodange.
Sono state promosse dalla Éirepromotioun, il Fola Esch e l'Aris Bonnevoie.

### Formula
2 punti alla vittoria, un punto al pareggio, nessun punto alla sconfitta.
Le 12 squadre partecipanti si affrontano in un girone all'italiana, per un totale di 22 giornate. La squadra prima classificata è proclamata campione del Lussemburgo e partecipa alla Coppa dei Campioni, le ultime due squadre classificate vengono retrocesse in Éirepromotioun.

## Squadre partecipanti
| Club                     | Stagione | Città            | Stadio | Stagione 1958-1959                        |
| ------------------------ | -------- | ---------------- | ------ | ----------------------------------------- |
| Alliance Dudelange       | dettagli | Dudelange        | ...    | 5º posto in Division Nationale            |
| Aris Bonnevoie           | dettagli | Bonnevoie        | ...    | 2º posto in Éirepromotioun (Neopromossa)  |
| Fola Esch                | dettagli | Esch-sur-Alzette | ...    | 1º posto in Éirepromotioun (Neopromossa)  |
| Grevenmacher             | dettagli | Grevenmacher     | ...    | 6º posto in Division Nationale            |
| Jeunesse Esch            | dettagli | Esch-sur-Alzette | ...    | 1º posto in Division Nationale (Campione) |
| Progrès Niedercorn       | dettagli | Niederkorn       | ...    | 8º posto in Division Nationale            |
| Red Boys Differdange     | dettagli | Differdange      | ...    | 2º posto in Division Nationale            |
| Spora Luxembourg         | dettagli | Lussemburgo      | ...    | 3º posto in Division Nationale            |
| Stade Dudelange          | dettagli | Dudelange        | ...    | 4º posto in Division Nationale            |
| Tetange                  | dettagli | Kayl             | ...    | 9º posto in Division Nationale            |
| The National Schifflange | dettagli | Schifflange      | ...    | 10º posto in Division Nationale           |
| Union Luxembourg         | dettagli | Lussemburgo      | ...    | 7º posto in Division Nationale            |

## Classifica finale
|                        | Pos. | Squadra                  | Pt | G  | V  | N  | P  | GF | GS | DR  |
| ---------------------- | ---- | ------------------------ | -- | -- | -- | -- | -- | -- | -- | --- |
| Lussemburgo (bandiera) | 1.   | Jeunesse Esch            | 34 | 22 | 15 | 4  | 3  | 62 | 25 | +37 |
|                        | 2.   | Stade Dudelange          | 28 | 22 | 12 | 4  | 6  | 42 | 32 | +10 |
|                        | 3.   | Grevenmacher             | 26 | 22 | 11 | 4  | 7  | 35 | 20 | +15 |
|                        | 4.   | Union Luxembourg         | 24 | 22 | 7  | 10 | 5  | 28 | 22 | +6  |
|                        | 5.   | The National Schifflange | 22 | 22 | 8  | 6  | 8  | 27 | 26 | +1  |
|                        | 6.   | Alliance Dudelange       | 21 | 22 | 7  | 7  | 8  | 45 | 31 | +14 |
|                        | 7.   | Red Boys Differdange     | 20 | 22 | 7  | 6  | 9  | 28 | 33 | -5  |
|                        | 8.   | Aris Bonnevoie           | 19 | 22 | 8  | 3  | 11 | 38 | 43 | -5  |
|                        | 9.   | Spora Luxembourg         | 19 | 22 | 8  | 3  | 11 | 38 | 44 | -6  |
|                        | 10.  | Tetange                  | 18 | 22 | 5  | 8  | 9  | 26 | 45 | -19 |
|                        | 11.  | Fola Esch                | 17 | 22 | 8  | 1  | 13 | 38 | 69 | -31 |
|                        | 12.  | Progrès Niedercorn       | 16 | 22 | 4  | 8  | 10 | 27 | 44 | -17 |

Legenda:

      Campione del Lussemburgo 1959-1960 e qualificato alla Coppa dei Campioni 1960-1961
 Va allo spareggio Retrocessione/Promozione.

      Retrocesse in Éirepromotioun  1960-1961

Regolamento:
Due punti per la vittoria, uno per il pareggio, zero per la sconfitta.

### Spareggio promozione/retrocessione
Partecipano le squadre classificate al penultimo posto della classifica di Division Nationale e la squadra classificata al terzo posto della Éirepromotioun, per stabilire la squadra da retrocedere o da promuovere. (Sono state necessarie giocare tre partite in quanto i primi due incontri sono terminati in parità.) 
|           | Risultati   |                    | Luogo e data            |
| --------- | ----------- | ------------------ | ----------------------- |
| Fola Esch | 1 - 1 (dts) | The Belval Belvaux | Merl, 12 giugno 1960    |
| Fola Esch | 1 - 1 (dts) | The Belval Belvaux | Merl, 19 giugno 1960    |
| Fola Esch | 6 - 1       | The Belval Belvaux | Petange, 26 giugno 1960 |
|           |             |                    |                         |

### Calendario
| andata (1ª) | andata (1ª) | 1ª giornata             | ritorno (12ª) | ritorno (12ª) |
|             |             |                         |               |               |
| 23 ago.     | 2-1         | Aris-Union              | 0-0           | 20 dic.       |
| 23 ago.     | 3-1         | Fola-Alliance           | 1-8           | 20 dic.       |
| 23 ago.     | 1-1         | Niedercorn-The National | 0-0           | 20 dic.       |
| 23 ago.     | 1-1         | Spora-Jeunesse          | 1-6           | 20 dic.       |
| 23 ago.     | 3-1         | Stade-Grevenmacher      | 1-3           | 20 dic.       |
| 23 ago.     | 3-1         | Tetange-Red Boys        | 1-1           | 20 dic.       |

| andata (2ª) | andata (2ª) | 2ª giornata           | ritorno (13ª) | ritorno (13ª) |
|             |             |                       |               |               |
| 30 ago.     | 3-3         | Alliance-Niedercorn   | 1-1           | 3 gen.        |
| 30 ago.     | 6-0         | Jeunesse-Stade        | 2-1           | 3 gen.        |
| 30 ago.     | 1-0         | Red Boys-Grevenmacher | 0-0           | 3 gen.        |
| 30 ago.     | 1-1         | Tetange-Fola          | 0-4           | 3 gen.        |
| 30 ago.     | 1-0         | The National-Aris     | 1-2           | 3 gen.        |
| 30 ago.     | 1-1         | Union-Spora           | 4-2           | 3 gen.        |

| andata (1ª) | andata (1ª) | 1ª giornata             | ritorno (12ª) | ritorno (12ª) |
|             |             |                         |               |               |
| 23 ago.     | 2-1         | Aris-Union              | 0-0           | 20 dic.       |
| 23 ago.     | 3-1         | Fola-Alliance           | 1-8           | 20 dic.       |
| 23 ago.     | 1-1         | Niedercorn-The National | 0-0           | 20 dic.       |
| 23 ago.     | 1-1         | Spora-Jeunesse          | 1-6           | 20 dic.       |
| 23 ago.     | 3-1         | Stade-Grevenmacher      | 1-3           | 20 dic.       |
| 23 ago.     | 3-1         | Tetange-Red Boys        | 1-1           | 20 dic.       |

| andata (2ª) | andata (2ª) | 2ª giornata           | ritorno (13ª) | ritorno (13ª) |
|             |             |                       |               |               |
| 30 ago.     | 3-3         | Alliance-Niedercorn   | 1-1           | 3 gen.        |
| 30 ago.     | 6-0         | Jeunesse-Stade        | 2-1           | 3 gen.        |
| 30 ago.     | 1-0         | Red Boys-Grevenmacher | 0-0           | 3 gen.        |
| 30 ago.     | 1-1         | Tetange-Fola          | 0-4           | 3 gen.        |
| 30 ago.     | 1-0         | The National-Aris     | 1-2           | 3 gen.        |
| 30 ago.     | 1-1         | Union-Spora           | 4-2           | 3 gen.        |

| andata (3ª) | andata (3ª) | 3ª giornata           | ritorno (14ª) | ritorno (14ª) |
|             |             |                       |               |               |
| 6 set.      | 4-2         | Aris-Alliance         | 1-2           | 10 gen.       |
| 6 set.      | 3-4         | Fola-Red Boys         | 3-8           | 10 gen.       |
| 6 set.      | 4-0         | Grevenmacher-Jeunesse | 3-2           | 10 gen.       |
| 6 set.      | 1-0         | Niedercorn-Tetange    | 1-1           | 10 gen.       |
| 6 set.      | 0-3         | Spora-The National    | 1-3           | 10 gen.       |
| 6 set.      | 0-3         | Stade-Union           | 1-1           | 10 gen.       |

| andata (4ª) | andata (4ª) | 4ª giornata        | ritorno (15ª) | ritorno (15ª) |
|             |             |                    |               |               |
| 13 set.     | 4-1         | Alliance-Spora     | 2-4           | 17 gen.       |
| 13 set.     | 1-3         | Fola-Niedercorn    | 2-1           | 17 gen.       |
| 13 set.     | 1-2         | Red Boys-Jeunesse  | 0-3           | 17 gen.       |
| 13 set.     | 2-2         | Tetange-Aris       | 3-7           | 17 gen.       |
| 13 set.     | 3-0         | The National-Stade | 2-6           | 17 gen.       |
| 13 set.     | 0-1         | Union-Grevenmacher | 0-0           | 17 gen.       |

| andata (3ª) | andata (3ª) | 3ª giornata           | ritorno (14ª) | ritorno (14ª) |
|             |             |                       |               |               |
| 6 set.      | 4-2         | Aris-Alliance         | 1-2           | 10 gen.       |
| 6 set.      | 3-4         | Fola-Red Boys         | 3-8           | 10 gen.       |
| 6 set.      | 4-0         | Grevenmacher-Jeunesse | 3-2           | 10 gen.       |
| 6 set.      | 1-0         | Niedercorn-Tetange    | 1-1           | 10 gen.       |
| 6 set.      | 0-3         | Spora-The National    | 1-3           | 10 gen.       |
| 6 set.      | 0-3         | Stade-Union           | 1-1           | 10 gen.       |

| andata (4ª) | andata (4ª) | 4ª giornata        | ritorno (15ª) | ritorno (15ª) |
|             |             |                    |               |               |
| 13 set.     | 4-1         | Alliance-Spora     | 2-4           | 17 gen.       |
| 13 set.     | 1-3         | Fola-Niedercorn    | 2-1           | 17 gen.       |
| 13 set.     | 1-2         | Red Boys-Jeunesse  | 0-3           | 17 gen.       |
| 13 set.     | 2-2         | Tetange-Aris       | 3-7           | 17 gen.       |
| 13 set.     | 3-0         | The National-Stade | 2-6           | 17 gen.       |
| 13 set.     | 0-1         | Union-Grevenmacher | 0-0           | 17 gen.       |

| andata (5ª) | andata (5ª) | 5ª giornata               | ritorno (16ª) | ritorno (16ª) |
|             |             |                           |               |               |
| 20 set.     | 2-3         | Aris-Fola                 | 4-2           | 31 gen.       |
| 20 set.     | 1-3         | Grevenmacher-The National | 0-0           | 31 gen.       |
| 20 set.     | 1-1         | Jeunesse-Union            | 0-1           | 31 gen.       |
| 20 set.     | 0-0         | Niedercorn-Red Boys       | 1-1           | 31 gen.       |
| 20 set.     | 2-3         | Spora-Tetange             | 1-0           | 31 gen.       |
| 20 set.     | 0-0         | Stade-Alliance            | 2-0           | 31 gen.       |

| andata (6ª) | andata (6ª) | 6ª giornata           | ritorno (17ª) | ritorno (17ª) |
|             |             |                       |               |               |
| 27 set.     | 1-0         | Alliance-Grevenmacher | 0-0           | 7 feb.        |
| 27 set.     | 0-5         | Fola-Spora            | 1-0           | 7 feb.        |
| 27 set.     | 2-1         | Niedercorn-Aris       | 0-1           | 7 feb.        |
| 27 set.     | 1-2         | Tetange-Stade         | 0-3           | 7 feb.        |
| 27 set.     | 0-1         | The National-Jeunesse | 0-1           | 7 feb.        |
| 27 set.     | 2-1         | Union-Red Boys        | 0-1           | 7 feb.        |

| andata (5ª) | andata (5ª) | 5ª giornata               | ritorno (16ª) | ritorno (16ª) |
|             |             |                           |               |               |
| 20 set.     | 2-3         | Aris-Fola                 | 4-2           | 31 gen.       |
| 20 set.     | 1-3         | Grevenmacher-The National | 0-0           | 31 gen.       |
| 20 set.     | 1-1         | Jeunesse-Union            | 0-1           | 31 gen.       |
| 20 set.     | 0-0         | Niedercorn-Red Boys       | 1-1           | 31 gen.       |
| 20 set.     | 2-3         | Spora-Tetange             | 1-0           | 31 gen.       |
| 20 set.     | 0-0         | Stade-Alliance            | 2-0           | 31 gen.       |

| andata (6ª) | andata (6ª) | 6ª giornata           | ritorno (17ª) | ritorno (17ª) |
|             |             |                       |               |               |
| 27 set.     | 1-0         | Alliance-Grevenmacher | 0-0           | 7 feb.        |
| 27 set.     | 0-5         | Fola-Spora            | 1-0           | 7 feb.        |
| 27 set.     | 2-1         | Niedercorn-Aris       | 0-1           | 7 feb.        |
| 27 set.     | 1-2         | Tetange-Stade         | 0-3           | 7 feb.        |
| 27 set.     | 0-1         | The National-Jeunesse | 0-1           | 7 feb.        |
| 27 set.     | 2-1         | Union-Red Boys        | 0-1           | 7 feb.        |

| andata (7ª) | andata (7ª) | 7ª giornata          | ritorno (18ª) | ritorno (18ª) |
|             |             |                      |               |               |
| 11 ott.     | 0-1         | Grevenmacher-Tetange | 4-1           | 13 mar.       |
| 11 ott.     | 2-1         | Jeunesse-Alliance    | 1-0           | 13 mar.       |
| 11 ott.     | 2-0         | Red Boys-Aris        | 0-4           | 13 mar.       |
| 11 ott.     | 4-2         | Spora-Niedercorn     | 5-3           | 13 mar.       |
| 11 ott.     | 6-3         | Stade-Fola           | 2-0           | 13 mar.       |
| 11 ott.     | 0-0         | Union-The National   | 0-3           | 13 mar.       |

| andata (8ª) | andata (8ª) | 8ª giornata           | ritorno (19ª) | ritorno (19ª) |
|             |             |                       |               |               |
| 18 ott.     | 1-2         | Alliance-Union        | 1-1           | 20 mar.       |
| 18 ott.     | 0-1         | Aris-Spora            | 0-3           | 20 mar.       |
| 18 ott.     | 0-2         | Fola-Grevenmacher     | 2-1           | 20 mar.       |
| 18 ott.     | 1-2         | Niedercorn-Stade      | 1-3           | 20 mar.       |
| 18 ott.     | 0-1         | Tetange-Jeunesse      | 2-2           | 20 mar.       |
| 18 ott.     | 0-1         | The National-Red Boys | 2-1           | 20 mar.       |

| andata (7ª) | andata (7ª) | 7ª giornata          | ritorno (18ª) | ritorno (18ª) |
|             |             |                      |               |               |
| 11 ott.     | 0-1         | Grevenmacher-Tetange | 4-1           | 13 mar.       |
| 11 ott.     | 2-1         | Jeunesse-Alliance    | 1-0           | 13 mar.       |
| 11 ott.     | 2-0         | Red Boys-Aris        | 0-4           | 13 mar.       |
| 11 ott.     | 4-2         | Spora-Niedercorn     | 5-3           | 13 mar.       |
| 11 ott.     | 6-3         | Stade-Fola           | 2-0           | 13 mar.       |
| 11 ott.     | 0-0         | Union-The National   | 0-3           | 13 mar.       |

| andata (8ª) | andata (8ª) | 8ª giornata           | ritorno (19ª) | ritorno (19ª) |
|             |             |                       |               |               |
| 18 ott.     | 1-2         | Alliance-Union        | 1-1           | 20 mar.       |
| 18 ott.     | 0-1         | Aris-Spora            | 0-3           | 20 mar.       |
| 18 ott.     | 0-2         | Fola-Grevenmacher     | 2-1           | 20 mar.       |
| 18 ott.     | 1-2         | Niedercorn-Stade      | 1-3           | 20 mar.       |
| 18 ott.     | 0-1         | Tetange-Jeunesse      | 2-2           | 20 mar.       |
| 18 ott.     | 0-1         | The National-Red Boys | 2-1           | 20 mar.       |

| andata (9ª) | andata (9ª) | 9ª giornata             | ritorno (20ª) | ritorno (20ª) |
|             |             |                         |               |               |
| 25 ott.     | 0-1         | Grevenmacher-Niedercorn | 2-1           | 3 apr.        |
| 25 ott.     | 7-1         | Jeunesse-Fola           | 5-1           | 3 apr.        |
| 25 ott.     | 1-0         | Red Boys-Spora          | 1-3           | 3 apr.        |
| 25 ott.     | 3-0         | Stade-Aris              | 1-2           | 3 apr.        |
| 25 ott.     | 1-1         | The National-Alliance   | 0-3           | 3 apr.        |
| 25 ott.     | 1-1         | Union-Tetange           | 1-1           | 3 apr.        |

| andata (10ª) | andata (10ª) | 10ª giornata       | ritorno (21ª) | ritorno (21ª) |
|              |              |                    |               |               |
| 29 nov.      | 1-2          | Alliance-Tetange   | 8-0           | 15 mag.       |
| 29 nov.      | 3-1          | Grevenmacher-Spora | 4-1           | 15 mag.       |
| 29 nov.      | 3-1          | Jeunesse-Aris      | 4-4           | 15 mag.       |
| 29 nov.      | 1-1          | Red Boys-Stade     | 0-1           | 15 mag.       |
| 29 nov.      | 2-1          | The National-Fola  | 2-3           | 15 mag.       |
| 29 nov.      | 4-2          | Union-Niedercorn   | 0-0           | 15 mag.       |

| andata (9ª) | andata (9ª) | 9ª giornata             | ritorno (20ª) | ritorno (20ª) |
|             |             |                         |               |               |
| 25 ott.     | 0-1         | Grevenmacher-Niedercorn | 2-1           | 3 apr.        |
| 25 ott.     | 7-1         | Jeunesse-Fola           | 5-1           | 3 apr.        |
| 25 ott.     | 1-0         | Red Boys-Spora          | 1-3           | 3 apr.        |
| 25 ott.     | 3-0         | Stade-Aris              | 1-2           | 3 apr.        |
| 25 ott.     | 1-1         | The National-Alliance   | 0-3           | 3 apr.        |
| 25 ott.     | 1-1         | Union-Tetange           | 1-1           | 3 apr.        |

| andata (10ª) | andata (10ª) | 10ª giornata       | ritorno (21ª) | ritorno (21ª) |
|              |              |                    |               |               |
| 29 nov.      | 1-2          | Alliance-Tetange   | 8-0           | 15 mag.       |
| 29 nov.      | 3-1          | Grevenmacher-Spora | 4-1           | 15 mag.       |
| 29 nov.      | 3-1          | Jeunesse-Aris      | 4-4           | 15 mag.       |
| 29 nov.      | 1-1          | Red Boys-Stade     | 0-1           | 15 mag.       |
| 29 nov.      | 2-1          | The National-Fola  | 2-3           | 15 mag.       |
| 29 nov.      | 4-2          | Union-Niedercorn   | 0-0           | 15 mag.       |

| \| andata (11ª) \| andata (11ª) \| 11ª giornata \| ritorno (22ª) \| ritorno (22ª) \| \| \| \| \| \| \| \| 6 dic. \| 2-2 \| Alliance-Red Boys \| 2-0 \| 8 mag. \| \| 6 dic. \| 1-5 \| Aris-Grevenmacher \| 0-1 \| 8 mag. \| \| 6 dic. \| 1-5 \| Fola-Union \| 2-0 \| 8 mag. \| \| 6 dic. \| 1-7 \| Niedercorn-Jeunesse \| 1-5 \| 8 mag. \| \| 6 dic. \| 1-1 \| Spora-Stade \| 0-3 \| 8 mag. \| \| 6 dic. \| 2-0 \| Tetange-The National \| 1-1 \| 8 mag. \| |              |                      |               |               |
| andata (11ª) | andata (11ª) | 11ª giornata         | ritorno (22ª) | ritorno (22ª) |
| |              |                      |               |               |
| 6 dic. | 2-2          | Alliance-Red Boys    | 2-0           | 8 mag.        |
| 6 dic. | 1-5          | Aris-Grevenmacher    | 0-1           | 8 mag.        |
| 6 dic. | 1-5          | Fola-Union           | 2-0           | 8 mag.        |
| 6 dic. | 1-7          | Niedercorn-Jeunesse  | 1-5           | 8 mag.        |
| 6 dic. | 1-1          | Spora-Stade          | 0-3           | 8 mag.        |
| 6 dic. | 2-0          | Tetange-The National | 1-1           | 8 mag.        |

| andata (11ª) | andata (11ª) | 11ª giornata         | ritorno (22ª) | ritorno (22ª) |
|              |              |                      |               |               |
| 6 dic.       | 2-2          | Alliance-Red Boys    | 2-0           | 8 mag.        |
| 6 dic.       | 1-5          | Aris-Grevenmacher    | 0-1           | 8 mag.        |
| 6 dic.       | 1-5          | Fola-Union           | 2-0           | 8 mag.        |
| 6 dic.       | 1-7          | Niedercorn-Jeunesse  | 1-5           | 8 mag.        |
| 6 dic.       | 1-1          | Spora-Stade          | 0-3           | 8 mag.        |
| 6 dic.       | 2-0          | Tetange-The National | 1-1           | 8 mag.        |